# Марія Сорте
Марі́я Сорте́ (ісп. María Sorté, при народженні Марія Харфуч Ідальго, ісп. María Harfuch Hidalgo; нар. 11 травня 1951, Камарго, Чіуауа) — мексиканська акторка та співачка ліванського походження.

## Життєпис
Батьки — Хосе Харфуч Стефано і Селія Ідальго. Брат — Ектор. 
У 1975 році познайомилася з латиноамериканським політиком Хав'єром Гарсія Паніагуа. У 22-річному шлюбі народила синів Хав'єра Адріана і Омара Хаміда. Після народження дітей Марія Сорте вже не знімалася оголеною для обкладинок глянцю і навідріз відмовилася їхати до Голлівуду. У 1998 році чоловік раптово помер. Після цього стала християнкою і зайнялася вихованням внуків. 
У 1989 році виконала одну зі своїх найвідоміших ролей — Даніели Лоренте (ісп. Daniela Lorente) в серіалі «Моя друга мама». Завдяки проєкту про акторку дізналися в усьому світі, але заради ролі їй довелося істотно змінити імідж.

## Вибрана фільмографія
| Рік       |   | Українська назва                 | Оригінальна назва            | Роль                               |
| --------- | - | -------------------------------- | ---------------------------- | ---------------------------------- |
| 1980—1981 | с | Колоріна                         | Colorina                     | Мірта                              |
| 1982      | ф | Підмітальник вулиць              | El barrendero                | Чіпініта                           |
| 1982      | с | Заради кохання                   | Por amor                     | Белен                              |
| 1983      | с | Прокляття                        | El maleficio                 | Патрисія Лара                      |
| 1989      | с | Моя друга мама                   | Mi segunda madre             | Даніела Лоренте                    |
| 1991—2004 | с | Жінка, випадки з реального життя | Mujer, casos de la vida real | різні персонажки                   |
| 1992      | с | Назустріч сонцю                  | De frente al sol             | Алісія Сандоваль                   |
| 1993—1994 | с | За мостом                        | Más allá del puente          | Алісія Сандоваль                   |
| 1995      | с | Узи кохання                      | Lazos de amor                | камео                              |
| 1997      | с | Таємниця Алехандри               | El secreto de Alejandra      | Марія Солер / Алехандра Монастеріо |
| 1998—1999 | с | Привілей кохати                  | El privilegio de amar        | Вівіан дель Анхель                 |
| 2001      | с | Без гріха                        | Sin pecado concebido         | Ампаро Ібаньєс                     |
| 2003      | с | Справжнє кохання                 | Amor real                    | Росаура                            |
| 2006—2007 | с | Кохання без обмежень             | Amar sil límites             | Клеменсія Уерта                    |
| 2008      | с | Вогонь у крові                   | Fuego en la sangre           | Єва Родрігес                       |
| 2009      | с | Жінки-вбивці                     | Mujeres asesinas             | Марія Гонсалес                     |
| 2009—2010 | с | Море кохання                     | Mar de amor                  | Аврора де Руїс                     |
| 2011      | ф | Печатка скорпіона 2              | La estampa del escorpion 2   | донья Марія                        |
| 2012      | с | Смілива любов                    | Amor bravío                  | Аманда                             |
| 2013      | с | Буря                             | La tempestad                 | Беатріз                            |
| 2013      | ф | 7 років шлюбу                    | 7 años de matrimonio         | Една                               |
| 2015      | с | Нехай вас Бог простить           | Que te perdone Dios          | Хелена                             |
| 2016      | с | Брехливе серце                   | Corazón que miente           | Кармен                             |
| 2017      | с | Як то кажуть                     | Como dice el dicho           | 1 епізод                           |
| 2019      | с | Одинокий з дочками               | Soltero con hijas            | Урсула                             |
| 2021      | с | Створюючи своє кохання           | Diseñando tu amor            | Консуело                           |

## Дискографія
- Espérame una noche (1984)
- Yo quiero ser siempre tuya (1986)
- Conquístame (1987)
- Pensando en ti (1989)
- Te voy a hacer feliz (1990)
- Más que loca (1992)
- Vuelve otra vez (1993)
- Grandes éxitos de telenovela (1994)
- De telenovela (1995)
- Me muero por estar contigo (1995)
- Siempre tuya (2000)

## Нагороди та номінації
TVyNovelas Awards
- 1990 — Найкраща акторка (Моя друга мама).
- 1993 — Найкраща акторка (Назустріч сонцю).
- 2002 — Номінація на найкращу акторку другого плану (Без гріха).
- 2007 — Номінація на найкращу роль у виконанні заслуженої акторки (Кохання без обмежень).
- 2011 — Номінація на найкращу роль у виконанні заслуженої акторки (Море кохання).
- 2017 — Номінація на найкращу акторку другого плану (Брехливе серце).